# Paul Tritscheller
Paul Tritscheller (* 29. Juni 1822 in Lenzkirch; † 20. April 1892 ebenda) war Fabrikant und Mitglied des Reichstages.

## Leben und Wirken
Tritscheller war der Sohn eines Gastwirts in Lenzkirch, hier begegnete er während der Badischen Revolution 1848 Friedrich Hecker. In der Folge beteiligte er sich als Hauptmann der Lenzkircher Bürgerwehr an der Revolution, weshalb er für sechs Wochen in die Schweiz flüchtete, nach seiner Rückkehr verhaftet und zwei Jahre lang unter Polizeiaufsicht gestellt wurde.

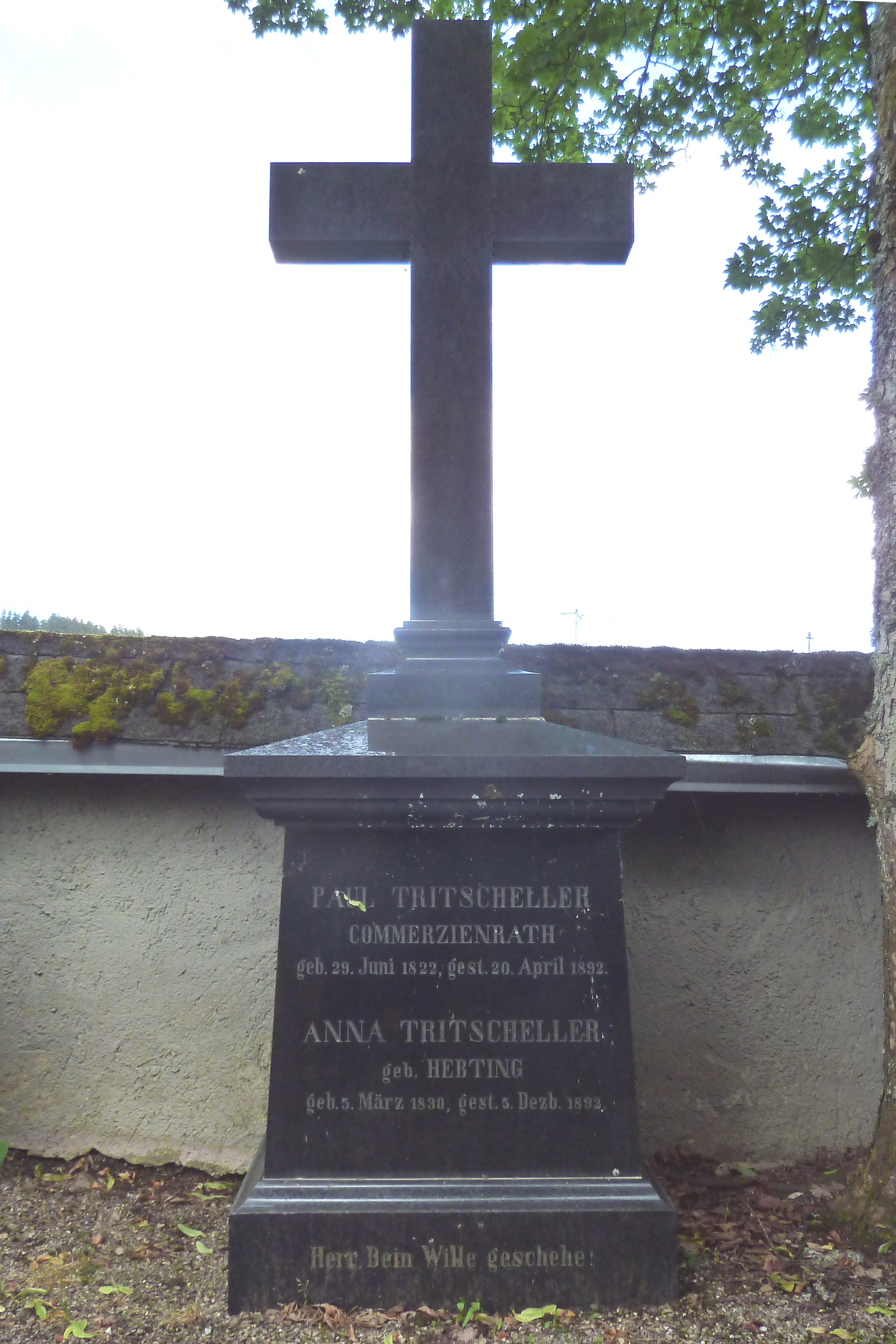
Grabmal Tritschellers auf dem Lenzkircher Friedhof

Danach war er wirtschaftlich recht erfolgreich und Vorstand der Handelsgesellschaft Faller, Tritscheller u. Co., Mitbegründer der Aktiengesellschaft für Uhrenfabrikation Lenzkirch und der Draht- und Schraubenfabrik Falkau. Von 1865 bis 1872 hatte er einen Sitz in der Zweiten Kammer des badischen Landtags. Ab einer Ersatzwahl am 16. April 1872 vertrat er den Wahlkreis Baden 5 (Freiburg, Emmendingen, Waldkirch) für die Nationalliberale Partei bis 1877 im Reichstag. Dort setzte er sich besonders für den Bau einer Ostwesteisenbahn-Verbindung von Donaueschingen über das Höllental und Freiburg bis nach Colmar ein, die später mit der Höllentalbahn und der Bahnstrecke Freiburg–Colmar realisiert wurde.

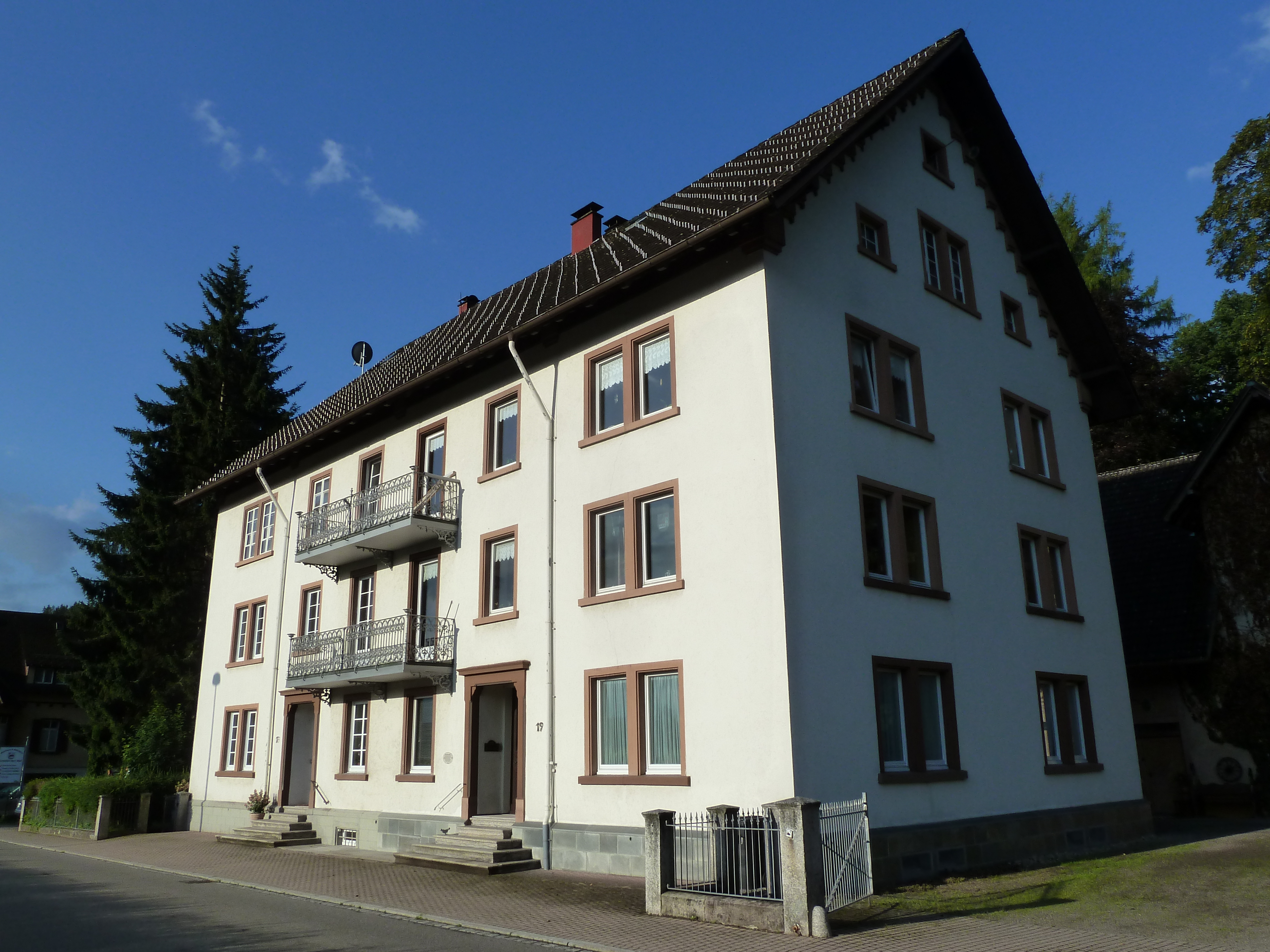
Haus Tritscheller in Lenzkirch

Sein Nachlass befindet sich im Stadtarchiv Freiburg. An seinem 1848 erbauten Wohnhaus, dem Haus Tritscheller in Lenzkirch, erinnert eine Tafel daran, dass sich der wohlhabende Geschäftsmann von der heimischen Bauweise abkehrte und sich stattdessen für eine dreigeschossige städtische Architektur entschied. Im Haus neben Trischeller lebte Oskar Spiegelhalder, der ebenfalls Vorstandsmitglied der Aktiengesellschaft für Uhrenfabrikation und später ihr Direktor war und dessen volkskundliche Sammlungen in mehreren badischen Museen besichtigt werden können.